# 科梅希夫卡 (敖德萨州)
45°30′53″N 29°7′11″E / 45.51472°N 29.11972°E
科梅希夫卡（烏克蘭語：Комишівка）是位於烏克蘭西南部的村莊，由敖德萨州伊茲梅爾區的薩夫亞內市鎮負責管轄。該村始建於1604年，面積4.24平方公里，海拔高度14米，2001年人口3,491，人口密度每平方公里823.35人。